# دوغلاس ديفيس
دوغلاس ديفيس (بالإنجليزية: Douglas Davis)‏ هو ناقد فني أمريكي، ولد في 11 أبريل 1933 في واشنطن العاصمة في الولايات المتحدة، وتوفي في 16 يناير 2014 في كوينز في الولايات المتحدة.